# Alfonsas Svarinskas

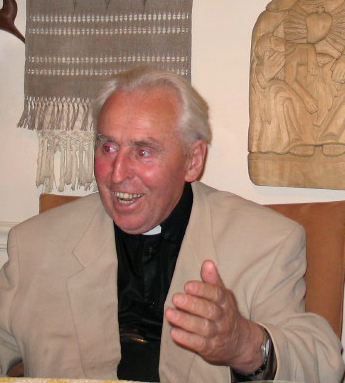
Alfonsas Svarinskas (2007)

Alfonsas Svarinskas (* 21. Januar 1925 in Kadrėnai bei Deltuva, Rajongemeinde Ukmergė; † 17. Juli 2014) war ein litauischer katholischer Priester, Dissident in der Zeit der kommunistischen Diktatur und Politiker.

## Leben
Alfonsas Svarinskas besuchte von 1932 bis 1936 die Volksschule in Vidiškiai und von 1936 bis 1942 das Gymnasium Ukmergė. Von 1942 bis 1946 studierte er am Priesterseminar Kaunas.

### Seelsorger und Häftling unter sowjetischer Besatzung
Nach der zweiten Besetzung durch die Sowjetunion wurde Svarinskas wegen „antisowjetischer Tätigkeit“ in Sowjetlitauen verfolgt. Er verließ das Seminar und unterstützte im Geheimen die litauischen Partisanen. Er versorgte sie mit Medikamenten, Nachrichten und Ausweisen. Im Dezember 1946 wurde Svarinskas verhaftet, gefoltert und verurteilt. Von 1947 bis 1956 war er im Lager Abese (Komi, Russland). 1954 wurde er heimlich vom Bischof Pranciškus Ramanauskas zum Priester geweiht. Nach seiner Entlassung aus dem Lager arbeitete er als Vikar, 1956 und 1957 in Kulautuva (Rajongemeinde Kaunas) und 1958 in Betygala bei Raseiniai.
1958 wurde Svarinskas wieder verhaftet. Die Jahre von 1958 bis 1964 verbrachte er in Lagern in Mordwinien. 1961 wurde er mit Versäumnisurteil des Obersten Gerichts der Litauischen SSR als „besonders gefährlicher Wiederholungstäter“ (рецидивист, Rezidivist) verurteilt. Im April 1964 konnte er in Litauen heimkehren. Von 1965 bis 1971 arbeitete er als Vikar in Miroslavas (Rajongemeinde Alytus) und in Kudirkos Naumiestis bei Šakiai, von 1971 bis 1976 als Pfarrer von Igliauka und Patilčiai bei Marijampolė. Von 1976 bis 1983 war er Pfarrer von Viduklė in der Rajongemeinde Raseiniai.
Ab 1972 war Svarinskas Mitarbeiter der illegalen litauischen römisch-katholischen Zeitschrift Lietuvos katalikų bažnyčios kronika. 1978 gründete er mit vier anderen Priester-Dissidenten, darunter Sigitas Tamkevičius, die Menschenrechtsorganisation Tikinčiųjų teisėms ginti katalikų komitetas (Katholisches Komitee für die Verteidigung der Rechte der Gläubigen).
Am 26. Januar 1983 wurde Svarinskas ein weiteres Mal festgenommen. Ungeachtet der Repressalien, die den Unterzeichnern drohten, unterschrieben 32.000 Litauer eine Erklärung, in der sie gegen die Verhaftung von Alfonsas Svarinskas protestierten. Am 6. Mai desselben Jahres verurteilte ein Gericht in Vilnius ihn wegen „antisowjetischer Verleumdungen“ zu einer Gefängnisstrafe von sieben Jahren mit anschließender dreijähriger Verbannung. Der Prozess fand unter Ausschluss der Öffentlichkeit statt. Vor dem Gerichtsgebäude versammelten sich zahlreiche Gläubige, um ihre Solidarität mit dem Angeklagten zu zeigen. Sie wurden verhaftet und wegen „Hooliganismus“ bis zu zehn Tage lang inhaftiert.
Von 1983 bis 1988 saß Svarinskas in Straflagern im Rajon Tschussowoi in der Oblast Perm ein. 1988 bat das
Repräsentantenhaus der Vereinigten Staaten die zuständige sowjetische Behörde um die Freilassung Svarinskas’. Ronald Reagan wiederholte diese Bitte, als er im selben Jahr Michail Gorbatschow in Moskau besuchte. Daraufhin wurde Svarinskas am 23. August 1988 aus dem Lager nach Viduklė, den Ort seiner letzten Pfarrstelle, entlassen und bald darauf „ohne Rückkehrrecht“ des Landes verwiesen.

### Exil in Deutschland
Aus seinem Exil in der Bundesrepublik Deutschland besuchte er bis 1990 die litauischen Gemeinden in der ganzen Welt. Zwölfmal traf er sich mit Papst Johannes Paul II. Nach der Wiedergewinnung der litauischen Unabhängigkeit 1990 konnte er in sein Heimatland zurückkehren.

### Im unabhängigen Litauen
Von 1990 bis 1991 war Svarinskas der Kanzler des Kardinals Vincentas Sladkevičius (1920–2000), 1991 und 1992 war er Abgeordneter des Restituierenden Seimas. Von 1991 bis 1996 war er Oberkaplan der Litauischen Armee und wurde zum Oberst befördert.
Von 1997 bis 1998 arbeitete Svarinskas als Seelsorger in Kaunas, von 1998 bis 2000 als Pfarrer von Kavarskas bei Anykščiai. Nach seiner Emeritierung im Jahr 2000 lebte er in Ukmergė.

## Ehrungen
- 1989: Ehrenbürger von Lecco, Italien
- 1998: Orden des Vytis-Kreuzes, 3. Stufe
- 2009: Ehrenbürger von Raseiniai